# Glypta martini
Glypta martini là một loài tò vò trong họ Ichneumonidae.